# دینگیری باندا ویجتونگا
دینگیری باندا ویجتونگا (سینهالی: ඩිංගිරි බණ්ඩා විජේතුංග؛ ۱۵ فوریهٔ ۱۹۱۶ – ۲۱ سپتامبر ۲۰۰۸) یک سیاست‌مدار اهل سری‌لانکا بود. وی ۴مین رئیس‌جمهور سری‌لانکا از مه ۱۹۹۳ تا نوامبر ۱۹۹۴ این کشور بود. در سال ۱۹۸۹، پس از ترور راناسینگ پرماداسا رئیس جمهور سری‌لانکا، ویجتونگا از حزب اتحاد ملی به سمت نخست وزیر برگزیده شد و تا سال ۱۹۹۳ این سمت را برعهده داشت.